# المپیاد زنان ۱۹۲۱

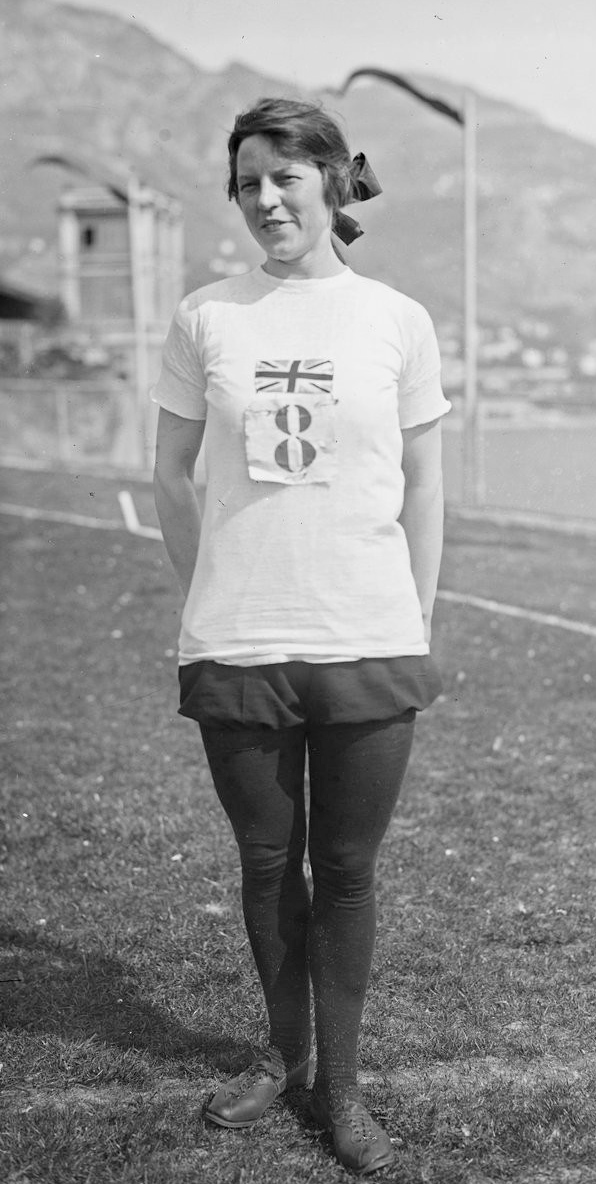
مری لاینز

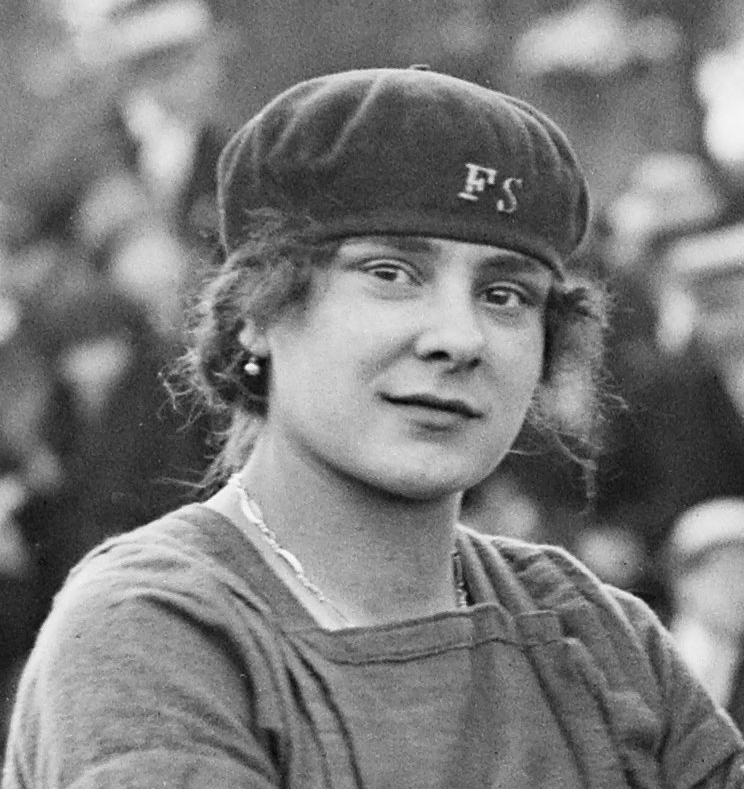
لوسی برِر

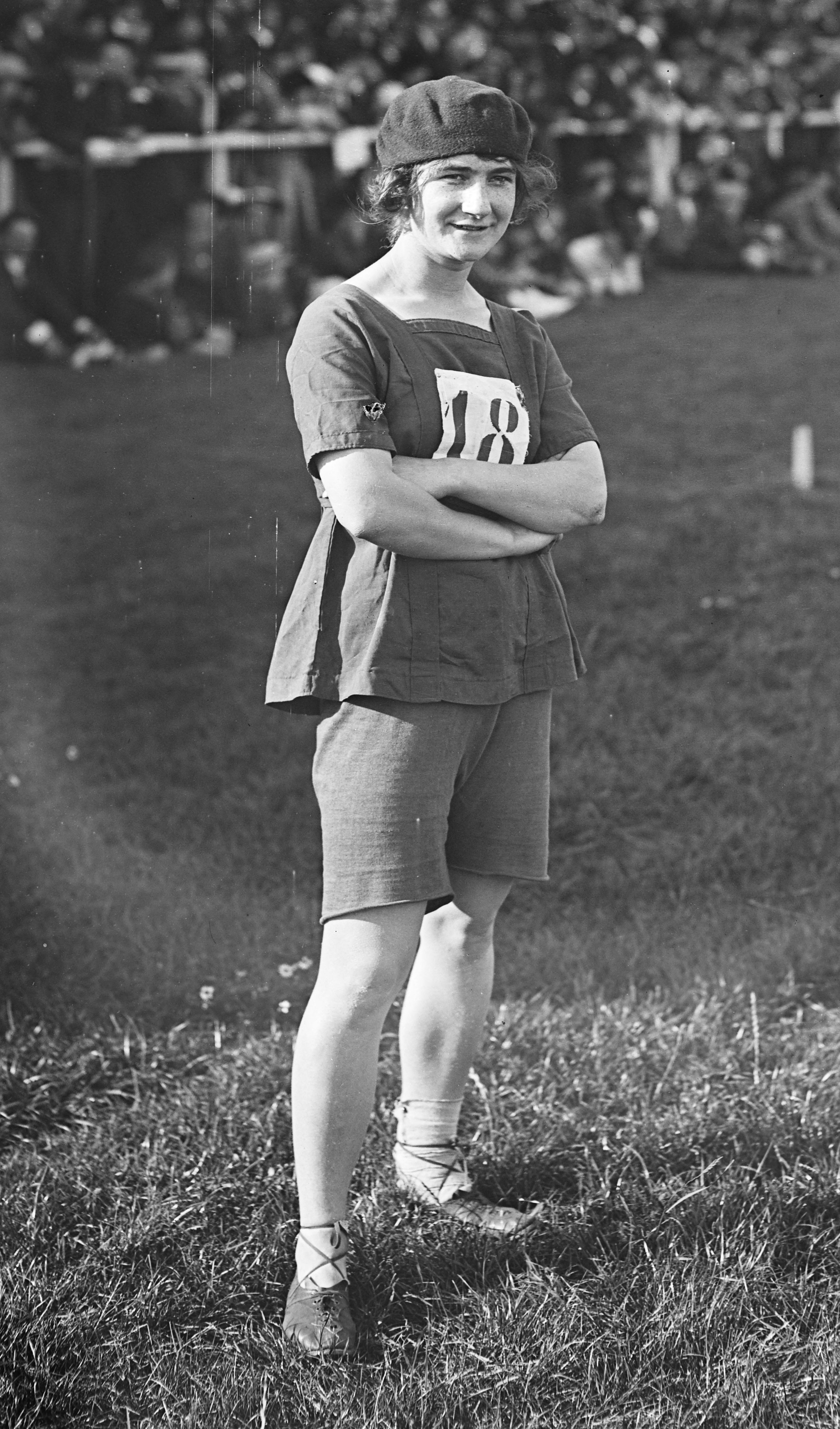
Germaine Delapierre

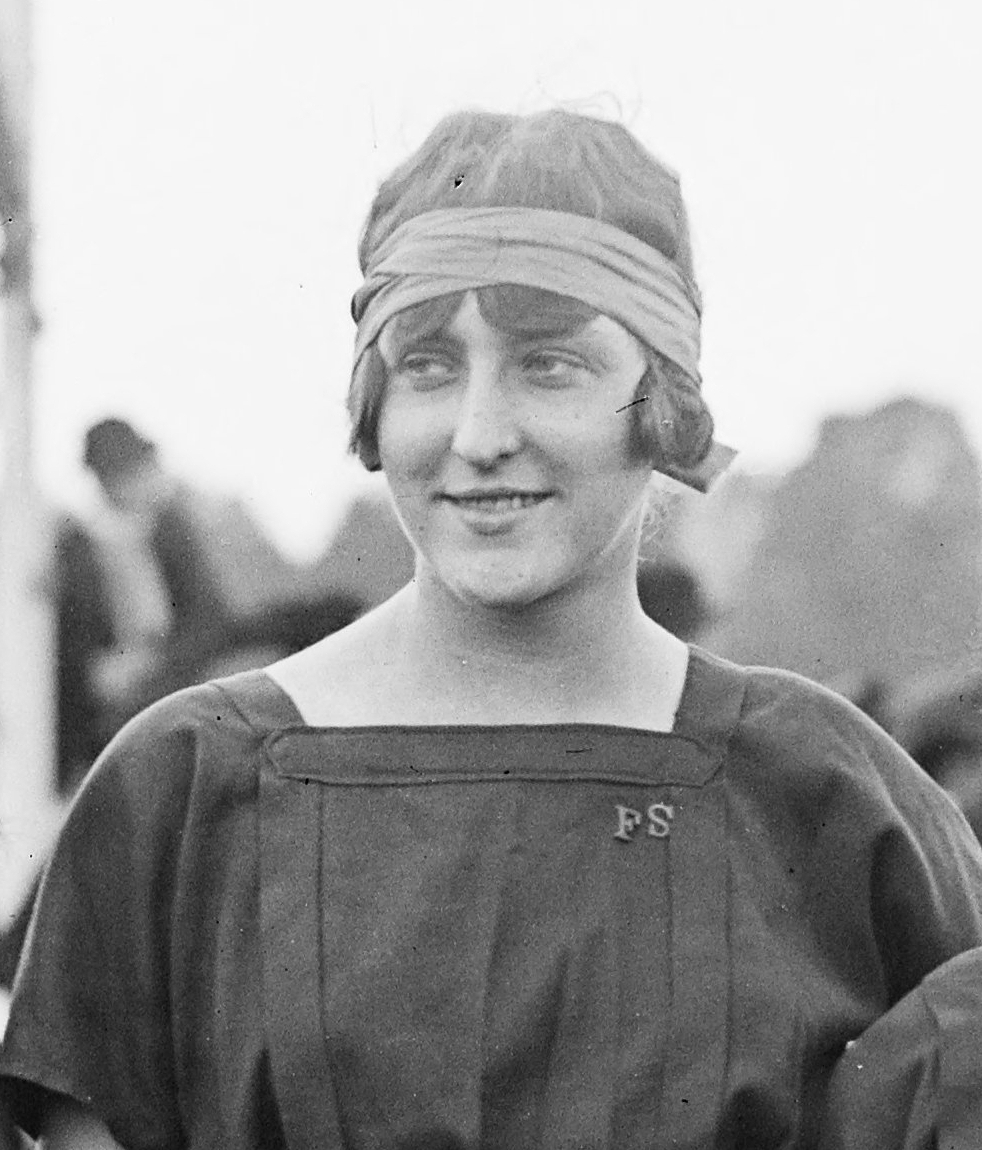
Frédérique Kussel

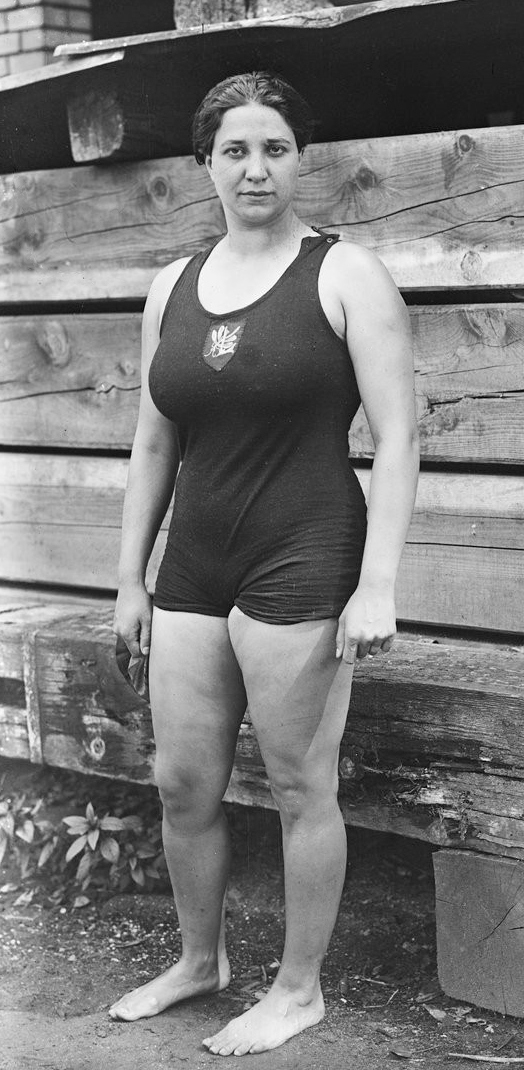
ویولت موریس

المپیاد زنان ۱۹۲۱ اولین رویداد بین‌المللی ورزش زنان بود، یک رویداد ۵ روزه چندورزشی که توسط آلیس میلیا سازماندهی شد و از روز ۲۴ تا ۳۱ مارس ۱۹۲۱ در مونت‌کارلو در باشگاه ورزشی بین‌المللی موناکو برگزار شد. عنوان رسمی مسابقات، اولین گردهمایی بین‌المللی تربیت بدنی و ورزش دو و میدانی زنان (1er Meeting International d'Education Physique Féminine de Sports Athlétiques) نام داشت. این اولین المپیاد از سه دوره المپیاد زنان یا «بازی‌های مونت کارلو» بود که سالانه در این مکان برگزار می‌شد و پیش‌درآمد بازی‌های جهانی زنان بود که هر چهار سال یکبار و طی سال‌های ۱۹۲۲–۱۹۳۴ توسط فدراسیون بین‌المللی ورزش زنان برگزار شد که در سال ۱۹۲۱ توسط میلیا تأسیس گردید.

## رویدادها
این بازی‌ها توسط آلیس میلیا و کامی بلانک (Camille Blanc) مدیر «باشگاه بین‌المللی ورزشی موناکو» به عنوان پاسخی به تصمیم کمیته بین‌المللی المپیک مبنی بر عدم گنجاندن مسابقات زنان در رشته دو و میدانی بازی‌های المپیک ۱۹۲۴ برگزار شد. این رقابت‌ها با حضور ۱۰۰ شرکت کننده از ۵ کشور: فرانسه، ایتالیا، سوئیس، بریتانیا و نروژ (که توسط چندین منبع ذکر شده است، اما هیچ ورزشکار نروژی در لیست نتایج حضور ندارد) برگزار شد.
تیم انگلیسی مجموعه‌ای از ۲۱ ورزشکار بود که در پلی تکنیک وولویچ و ریجنت استریت لندن حضور داشتند. آنها در روز ۲۱ مارس ۲۰۲۱ عازم شدند. آنها قرار بود در ده رویداد به رقابت بپردازند و در هشت مسابقه پیروز شدند و در بقیه در رده دوم قرار گرفتند.
ورزشکاران در ده بخش دو و میدانی (۶۰ متر، ۲۵۰ متر، ۸۰۰ متر، ۴ در ۷۵ متر امدادی، ۴ در ۱۷۵ متر امدادی و ۶۵ متر با مانع)، پرش ارتفاع، پرش طول، پرش طول ایستاده (فقط هنرنمایی)، پرتاب نیزه و پرتاب وزنه به رقابت پرداختند. این مسابقات همچنین رویدادهای نمایشی را در رشته‌های بسکتبال، ژیمناستیک، پوشبال و ژیمناستیک ریتمیک برگزار کرد. این مسابقات در "Tir aux Pigeons" در فضای سبز کازینو مونت کارلو برگزار شد.
| تیم | کشور     | تعداد شرکت کنندگان |
| --- | -------- | ------------------ |
| ۱   | فرانسه   | ۵۸                 |
| ۲   | ایتالیا  | ?                  |
| ۳   | نروژ     | ?                  |
| ۴   | سوئیس    | ?                  |
| ۵   | بریتانیا | ۲۱                 |

## زمینه تاریخی
در آغاز قرن بیستم، مشارکت زنان در ورزش با مقاومت اجتماعی و نهادی زیادی مواجه بود. کمیته بین‌المللی المپیک (IOC) از افزودن رشته‌های زنان به برنامهٔ رسمی المپیک خودداری می‌کرد. در واکنش به این رویکرد، میلیا تصمیم گرفت رقابت‌هایی مستقل برای زنان برگزار کند تا توانایی‌ها و شایستگی‌های آنان در عرصهٔ ورزش را به‌نمایش بگذارد.

## محل برگزاری
این رقابت‌ها در استادیوم مونت‌کارلو در موناکو برگزار شد و مورد توجه مطبوعات و عموم مردم قرار گرفت. حضور زنان در این سطح از رقابت‌های ورزشی، در آن دوران امری بی‌سابقه و جسورانه تلقی می‌شد.

## میراث
این مسابقات موفقیتی بزرگ و گامی مهم برای ورزش زنان بود. المپیاد زنان ۱۹۲۲ و المپیاد زنان ۱۹۲۳ در همان مکان موناکو برگزار شد. المپیاد زنان در ۱۹۲۲ گاهی با بازی‌های جهانی زنان ۱۹۲۲ که در پاریس برگزار شد، اشتباه گرفته می‌شود. اتحادیه بین‌المللی فدراسیون‌های دو و میدانی در سال ۲۰۰۸ از لوح یادبودی در محل بازی‌ها رونمایی کرد.
موفقیت این رقابت‌ها موجب شد که یک سال بعد، در سال ۱۹۲۲، نخستین دورهٔ رسمی بازی‌های جهانی زنان در پاریس با حضور ۵ کشور و بیش از ۷۰ ورزشکار برگزار شود. این رویدادها در نهایت فشار زیادی بر کمیته بین‌المللی المپیک وارد آورد تا برخی رشته‌های ورزشی زنان را در المپیک ۱۹۲۸ آمستردام بگنجاند.
بازی جهانی زنان ۱۹۲۱ نقطهٔ آغاز جنبشی جهانی بود که به تدریج منجر به افزایش برابری جنسیتی در ورزش شد. همچنین این رقابت‌ها الهام‌بخش ایجاد رقابت‌های زنان در سطح بین‌المللی مانند بازی‌های جهانی زنان (Women's World Games) شد که تا دههٔ ۱۹۳۰ ادامه یافت.